# Округ Вибер (Јута)
Округ Вибер (енгл. Weber County) је округ у америчкој савезној држави Јута. По попису из 2010. године број становника је 231.236.

## Демографија
Према попису становништва из 2010. у округу је живело 231.236 становника, што је 34.703 (17,7%) становника више него 2000. године.
| Група             | 2000.           | 2010.           |
| Белци             | 162.634 (82,8%) | 180.638 (78,1%) |
| Афроамериканци    | 2.748 (1,4%)    | 3.136 (1,4%)    |
| Азијати           | 2.508 (1,3%)    | 2.911 (1,3%)    |
| Хиспаноамериканци | 24.858 (12,6%)  | 38.711 (16,7%)  |
| Укупно            | 196.533         | 231.236         |